# George Kerr
George Ezekiel Kerr (né le 16 octobre 1937 dans la Paroisse de Hanover et mort le 15 juin 2012 à Kingston) est un athlète jamaïcain, spécialiste du 400 et du 800 mètres.

## Carrière
Il se révèle en 1959 en décrochant la médaille d'or du 400 mètres et du relais 4 × 400 mètres lors des Jeux panaméricains de Chicago.
Représentant les Indes occidentales lors des Jeux olympiques de 1960, à Rome, George Kerr se classe troisième de l'épreuve du 800 mètres, derrière le Néo-zélandais Peter Snell et le Belge Roger Moens. Il participe par ailleurs au relais 4 × 400 m et obtient une nouvelle médaille de bronze, associé à James Wedderburn, Keith Gardner et Malcolm Spence.
En 1962, il réalise le triplé 400 m/800 m/4 × 400 m lors des Jeux d'Amérique centrale et des Caraïbes, et remporte par ailleurs deux médailles lors des Jeux de l'Empire britannique et du Commonwealth : l'or sur 440 yards et l'argent sur 880 yards.
Il participe à ses troisièmes Jeux olympiques en 1964 à Tokyo où il termine au pied du podium du 800 m et du 4 × 400 m.

## Palmarès
| Date | Compétition                                     | Lieu     | Résultat | Épreuve   |
| ---- | ----------------------------------------------- | -------- | -------- | --------- |
| 1959 | Jeux panaméricains                              | Chicago  | 1er      | 400 m     |
| 1959 | Jeux panaméricains                              | Chicago  | 1er      | 4 × 400 m |
| 1960 | Jeux olympiques                                 | Rome     | 3e       | 800 m     |
| 1960 | Jeux olympiques                                 | Rome     | 3e       | 4 × 400 m |
| 1962 | Jeux d'Amérique centrale et des Caraïbes        | Kingston | 1er      | 400 m     |
| 1962 | Jeux d'Amérique centrale et des Caraïbes        | Kingston | 1er      | 800 m     |
| 1962 | Jeux d'Amérique centrale et des Caraïbes        | Kingston | 1er      | 4 × 400 m |
| 1962 | Jeux de l'Empire britannique et du Commonwealth | Perth    | 1er      | 440 yards |
| 1962 | Jeux de l'Empire britannique et du Commonwealth | Perth    | 2e       | 880 yards |
| 1964 | Jeux olympiques                                 | Tokyo    | 4e       | 800 m     |
| 1964 | Jeux olympiques                                 | Tokyo    | 4e       | 4 × 400 m |
| 1966 | Jeux du Commonwealth                            | Kingston | 3e       | 880 yards |